# Wutai
O Xiàn Wutai (五台县, pinyin: Wǔtái Xian) é um município sob administração de Xinzhou, província de Xanxim, a norte da China. Em 1999, a região albergava 311 994 habitantes.